# Zumatrichia attenuata
Zumatrichia attenuata är en nattsländeart som beskrevs av Oliver S. Flint Jr. 1970. Zumatrichia attenuata ingår i släktet Zumatrichia och familjen smånattsländor. Inga underarter finns listade i Catalogue of Life.